# Hu Qiheng
Dans ce nom chinois, le nom de famille, Hu, précède le nom personnel Qiheng.
Hu Qiheng, née en 1934 à Pékin (Chine), est une informaticienne chinoise. Elle a été vice-présidente de l'Académie chinoise des sciences de 1987 à 1996 et a dirigé le Centre national chinois d'informatique et de réseautage qui a connecté la Chine à Internet en avril 1994. Hu a été intronisée au Temple de la renommée d'Internet en 2013.

## Petite enfance et éducation
Hu est née en 1934 à Pékin, en Chine. Elle obtient son diplôme en sciences de la santé à Moscou en 1963.

## Carrière
Hu Qiheng est directrice de l'Institut de l'automatisation de l'Académie chinoise des sciences de 1983 à 1987. Après avoir été nommée secrétaire générale de l'Académie chinoise des sciences en 1987, elle devient vice-présidente de l'Académie en 1988 et occupe ce poste jusqu'en 1996. Durant son mandat, Hu Qiheng est responsable du système national de calcul et de mise en réseau de la Chine. Elle a dirigé le projet qui a permis d'installer le premier serveur TCP/IP connecté à Internet en Chine le 20 avril 1994. 
Après la cessation de ses fonctions de vice-présidente de l'Académie chinoise des sciences en 1996, Hu Qiheng fonde le Centre d'information sur le réseau Internet chinois (CNNIC) en 1997 et cofonde la Société Internet de Chine en 2001. En tant que présidente de la Société, elle plaide pour la connexion à Internet des régions périphériques en Chine.  En 2004, Hu Qiheng est nommée membre du groupe de travail sur la gouvernance de l'Internet organisé par l'ONU.

## Prix et distinctions
Hu Qiheng est intronisée au Temple de la renommée d'Internet en tant que connecteur mondial en 2013.

## Vie personnelle
Hu Qiheng est mariée et mère de deux enfants.